# Найдавніша Правда
«Найдавніша Правда» (Правда Ярослава) — давньоруський правовий кодекс переважно кримінальних і процесуальних норм, найбільш рання частина Руської Правди. Згідно з Новгородським першим літописом молодшого ізводу, в 1016 видано новгородцям князем Ярославом Мудрим. Згодом увійшла до складу Короткої редакції Руської Правди і є першою її частиною, перші 18 статей. У зміненому вигляді ці статті пізніше увійшли також до Великої редакції.

## Текстологія
Початковий текст «Найдавнішої Правди» не зберігся. Відома у складі Короткої редакції Руської Правди у двох автентичних списках XV століття та кількох XVIII-XIX століть, пов'язаних з діяльністю В. Н. Татіщева. Обидва стародавні тексти включені до списків Новгородського першого літопису молодшого ізводу під 1016 роком. Академічний список літопису доводить виклад до 1441 року і датується 1440 роками. Комісійний (або Археографічний) список літопису доводить виклад до 1446, датується по А. А. Шахматову 1453-1462 роками  . Наприкінці Комісійного списку літопису вміщено юридичну збірку, що містить, зокрема, Руську Правду Розлогої редакції.
Після «Найдавнішої Правди» у складі Короткої Правди вміщено Правда (Статут) Ярославичів («Правда обставлена руської землі»; починаючи зі ст. 19), Покон вірний (ст. 42) і Урок мостникам (ст. 43).

## Історія

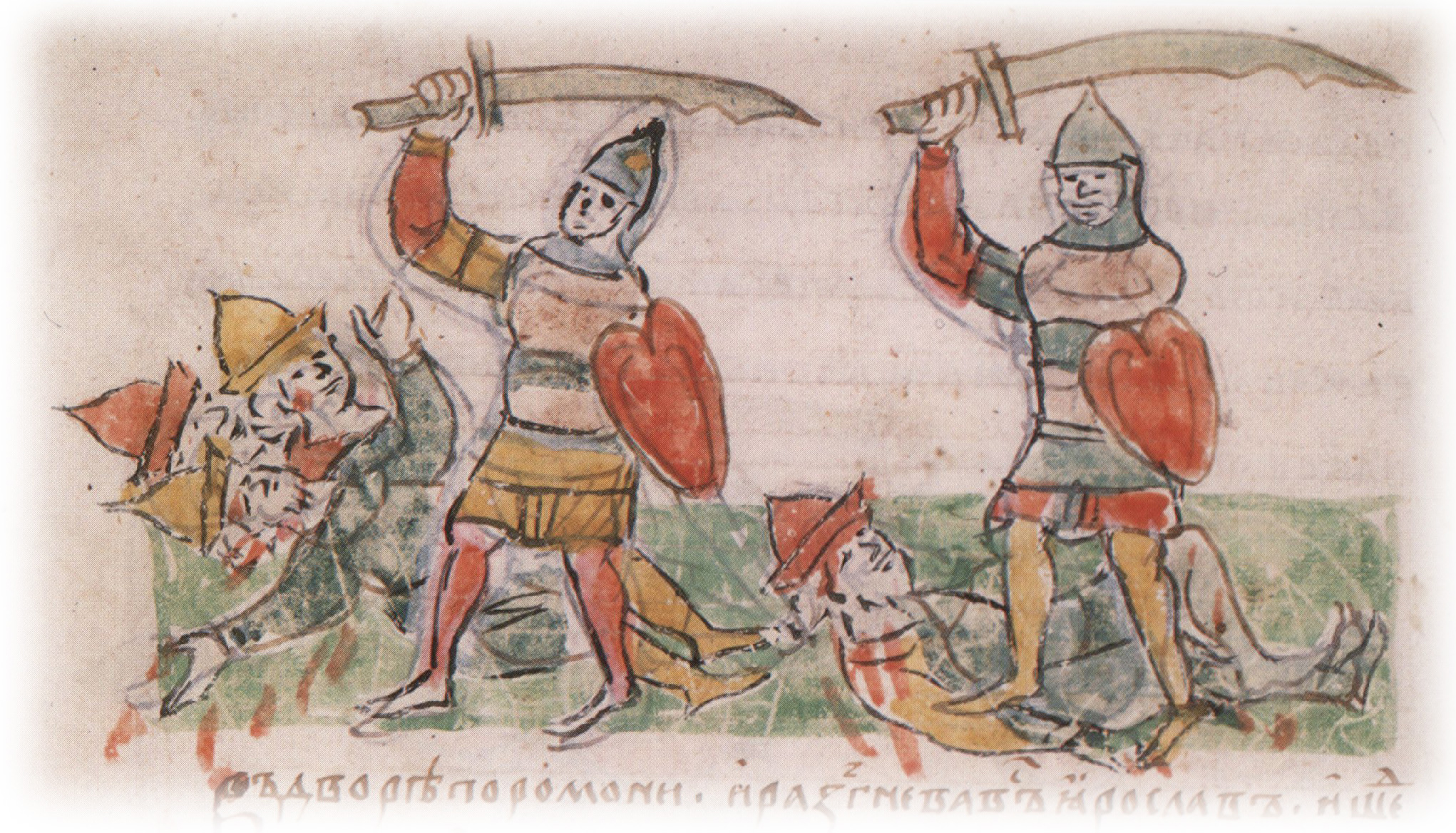
Побиття новгородцями, що повстали, варязької дружини Ярослава. Мініатюра з Радзівілівського літопису, кінець XV століття

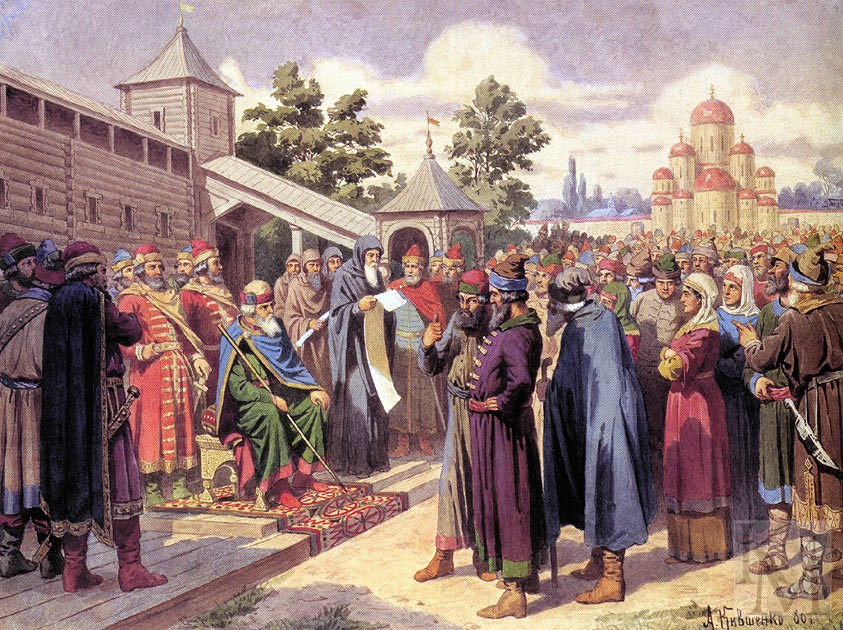
Олексій Кившенко. Читання народу Руської Правди у присутності великого князя Ярослава. 1880 рік

У Новгородському першому літописі молодшого ізводу під 1016 роком вміщено розповідь про боротьбу Ярослава Мудрого зі Святополком . Після перемоги над Святополком при Любечі Ярослав сідає княжити в Києві, а новгородців, які допомагали йому в боротьбі, нагороджує грошима і дарує їм грамоту. Потім у літописі наводиться текст Короткої Правди, включаючи статті «Найдавнішої Правди». Грамота, дарована Ярославом, таким чином ототожнюється з «Найдавнішою Правдою».
На думку більшості дослідників, «Найдавніша Правда» спочатку застосовувалася тільки в Новгороді і в Новгородській землі.
Відповідно до Толочко Олексія Петровича, Коротка Правда, включаючи «Найдавнішу Правду», є фальсифікатом, виконаним у Новгороді в XV столітті на основі Розширеної редакції в рамках опису так званих «Ярославлих грамот» - уявних договорів князя Ярослава Мудрого з новгородцями.

## Зміст
«Найдавніша Правда» містить 18 статей. Ними передбачалося право кровної помсти, покарання за вбивство у вигляді штрафу, покарання за побої, їзду на чужому коні, псування майна та ін; є низка процесуальних норм.
Основний суб'єкт «Найдавнішої Правди» — чоловік — вільний чоловік.
У першій статті передбачалося право родичів на помсту за вбивство. Помстити могли брат за брата, син за батька, батько за сина, племінник за дядька та тітку. В інших випадках, а також у випадку, якщо месника не було, вбивця зобов'язаний був сплатити віру — штраф на користь князя у розмірі 40 гривень. У тій же статті названі деякі категорії давньоруського (новгородського) товариства, зрівняні в правах шляхом встановлення єдиного розміру віри (в 40 гривень) за їх вбивство: «аще буде русин, любо гридин, люб купчина, люб ябетник, люб мечник, аще вигої буде, любо словенин, то 40 гривень покласти за нього». Цей список тлумачиться дослідниками так:
- русин — молодший княжий дружинник, у тому числі:
  - гридін — представник бойової дружини;
  - купчина — дружинник, який займався торгівлею;
  - ябетник — дружинник, пов'язаний із судовим процесом;
  - мечник — збирач штрафів;
- ізгой — людина, яка втратила зв'язок з громадою;
- словенин — житель словенської, тобто Новгородщини (Давню Правду Ярослав дарував новородам), у цьому контексті — пересічний житель.

Відповідно до ст. 2, людині побитій до крові або синців не потрібно було представляти видока (свідка-очевидця події). Якщо слідів побоїв немає, видок був необхідний. Якщо потерпілий не міг помститися за себе, порушник платив «за образу» 3 гривні і оплачував послуги лікаря. За ст. 3 за удар кулаком або тупим предметом стягувалась плата у розмірі 12 гривень, якщо справа не була вирішена помстою. За ст. 4 за удар піхвами чи рукояткою меча — також 12 гривень («за образу»). Відповідно до ст. 5, завдання травми, що призвела до позбавлення руки, каралося платою в розмірі 40 гривень — рівною штрафу за вбивство вільної людини. ст. 6 забороняла дітям мститися за пошкодження ноги батька, якщо нога залишилася працездатною. ст. 7 та 8 встановлювали плату у 3 гривні («за образу») за пошкодження пальця та 12 гривень — за пошкодження вусів та бороди. ст. 9 визначала плату в 1 гривню за погрози оголеним мечем. Якщо один чоловік штовхне іншого, згідно зі ст. 10, за наявності двох видок він платить 3 гривні. Якщо потерпілий — варяг чи колбяг, йому не потрібно було надавати видока, достатньо було лише піти на роту, тобто принести клятву про істинність своїх свідчень.
Відповідно до ст. 11, якщо втікач челядин (раб) сховається у варяга чи колб'яга, і його не знайдуть протягом трьох днів, укриватель, повернувши його пану, платив останньому 3 гривні «за образу». За ст. 12 їзда на чужому коні без попиту каралася платою у 3 гривні. Користування чужим конем, зброєю чи одягом за ст. 13 каралося платою в 3 гривні «за образу», якщо зникла власність була упізнана у своєму світі (громаді).
Відповідно до ст. 14, людина, яка впізнала викрадену в нього річ, не могла відразу повернути її собі, але спочатку повинна була відправити людину, у якої виявилася пропажа, на склепіння (особлива форма досудової підготовки справи, спосіб пошуку вкраденого) для того, щоб встановити, через чиї руки ця річ потрапила до нього. Якщо останній не йшов на склепіння відразу, він мав пред'явити поручителя, що зробить це протягом п'яти днів. За ст. 15 справа про відмову боржника у сплаті боргу вирішувалося на зводі перед 12 людьми («звод до 12 людей» - суд або кілька послухів - свідків «доброї слави»). Якщо встановлювалося, що борг справді не повернуто, відповідач віддавав «скот» (гроші) позивачу та платив 3 гривні «за образу». За ст. 16 чоловік, у якого пан виявив і впізнавав свого вкраденого (викраденого) челядина, повинен був йти до того, у кого челядин був куплений, а той, у свою чергу, йшов до попереднього покупця. Коли склепіння доходило до третього покупця, пан повертав собі свого челядина, а третій покупець стягував свою «скот» (гроші) з продавця за допомогою видока.
Відповідно до ст. 17, якщо холоп ударив вільного чоловіка і біг у хором свого пана, а пан не видавав його, то платив позивачу 12 гривень. Але і після сплати компенсації позивач мав право покарати кривдника-холопа, якщо зміг його розшукати. Остання ст. 18 розглядає ситуацію, коли людина пошкодила чужий спис, щит чи одяг. Якщо він хотів залишити річ собі, то повинен був заплатити господареві «скотом» (грошима) як компенсацію. Якщо ж винуватець псування речі згоден був повернути предмет, він повинен був заплатити за неї господареві ту суму, за яку той її придбав.

## Публікації
- Памятники русского права. М.: Госюриздат, 1952. Вып. 1: Памятники права Киевского государства X—XII вв. / под ред. С. В. Юшкова; сост. А. А. Зимин.
- Русская Правда (Краткая редакция) / Подготовка текста, перевод и комментарии М. Б. Свердлова // Библиотека литературы Древней Руси. [Электронное издание] / Институт русской литературы (Пушкинский Дом) РАН. — Т. 4 : XII век.